# Пасхалий (антипапа)
Пасхалий (умер в 692) — антипапа. Путём подкупа пытался стать папой римским в декабре 687 года. Не преуспел, но продолжал интриговать, чтобы добиться своей цели. В результате по обвинению в колдовстве был сослан в монастырь, где и умер в 692 году, так и не признав себя виновным.

## Биография
После короткого понтификата папы Конона, который скончался 21 сентября 687 года, существовало два потенциальных преемника. Один из них, Теодор II, после смерти Иоанна V и до понтификата Конона, уже был поддержан римской военной партией как кандидат в (анти)папы, но несколько недель спустя ему было отказано в поддержке в пользу Конона. После его смерти он снова стал претендентом на престол Святого Петра.
Соперником Теодора выступил архидиакон Пасхалий, воспользовавшийся не слишком чистыми средствами. Ещё до смерти Конона он за 100 фунтов золота подкупил экзарха Равенны Иоанна Платина, чтобы тот приказал своим подчиненным в Риме голосовать за Пасхалия.
Но партия Теодора была быстрее, действуя внутри Латеранского дворца, в то время как Пасхалий и его сторонники были вынуждены действовать за его пределами. Поскольку ни один из кандидатов не хотел уступать, как и на выборах Конона, вспомнили о третьем кандидате, и 15 декабря 687 года обе фракции поддержали кардинала Санта-Сузанна Сергия, который и сменил папу римского Конона.
Новый папа получил поддержку жителей Рима, которые взяли штурмом Латеранский дворец и выгнали захватчиков. В то время как Теодор признал свое поражение и принял избрание Сергия, Пасхалий настаивал на своих притязаниях. Он пытался доставить экзарха Равенны в Рим, пообещав ему за это ещё 100 фунтов золота. На деле императорский наместник даже прибыл в Рим, но на этот раз поддержал Сергия и отверг Пасхалия (100 фунтов золота на этот раз заплатил ему Сергий).
Совершенно беспомощный и нищий, Пасхалий так и не признал избрание Сергия и продолжал интриги против него, пока не был лишен сана диакона, обвинен в колдовстве и сослан в монастырь. Там он и скончался в 692 году, до последнего настаивая на своих притязаниях наследовать Конону.
Антипапой Пасхалий пробыл всего несколько месяцев; тем не менее, поскольку он никогда не отказывался от своих притязаний и настаивал на своем, ему можно приписать и многолетний понтификат (687—692). Можно также вообще не рассматривать его как папу, так как его интронизация была неполной.